# Margareta Jonth
Anna Margareta Jonth, född 10 december 1945 i Nås, är en svensk operasångare (sopran).
Jonth växte upp i Nås och är utbildad vid Kungliga Musikhögskolan i Stockholm 1967–1972 med Kerstin Lindberg-Thorlind som huvudsaklig lärare. Hon behärskar både folkvisan och den klassiska romanssången, och är även pedagog, folkviseforskare och kulturdebattör. Hon tilldelades Jussi Björlingstipendiet 1984 och Karlfeldtpriset 2004.
Hon har bland annat spelat rollen som Aruru i Ture Rangströms opera Gilgamesh i Stockholm 1976. I början av 1980-talet spelade hon Brus Britta i bygdespelet Skinnarspelet i Orrskogen i Malung. Hon har även medverkat i Ingmarsspelen i Nås.
Hon är gift och bor i Uppsala.

## Priser och utmärkelser
- 1969 – Jenny Lind-stipendiet[2]
- 1984 – Jussi Björlingstipendiet
- 2004 – Karlfeldt-priset